# Komarno (gmina)
Komarno – dawna gmina wiejska w powiecie rudeckim województwa lwowskiego II Rzeczypospolitej (1934–1939), a także jednostka podziału administracyjnego Generalnego Gubernatorstwa w latach 1941–1944, wchodząca w skład dystryktu galicyjskiego. Siedzibą gminy było miasto Komarno, za II RP stanowiące odrębną gminę miejską.
Gminę utworzono 1 sierpnia 1934 r. w ramach reformy na podstawie ustawy scaleniowej z dotychczasowych gmin wiejskich: Andryanów, Buczały, Burcze, Brzeziec, Chłopy (ob. Peremożne), Czułowice, Jakimczyce, Katarynice, Porzecze, Rumno i Tuligłowy.
W latach 1939–1941 zniesiona, będąc okupowana przez ZSRR, gdzie nie funkcjonowały gminy zbiorowe (vide rejon rudecki).
W 1941 roku reaktywowana na skutek wojny niemiecko-radzieckiej, po zajęciu obszaru przez władze hitlerowskie. Gmina weszła w skład powiatu lwowskiego (Kreishauptmannschaft Lemberg), należącego do dystryktu Galicja w Generalnym Gubernatorstwie, gdzie została zmodyfikowana. Część przedwojennej gminy włączono do nowo utworzonej gminy Tuligłowy (gromady Brzeziec i Tuligłowy) oraz do gminy Lubień Wielki (gromady Burcze, Porzecze Gruntowe i Porzecze Zadworne). Gminę Komarno zwiększono natomiast o zniesione miasto Komarno oraz o gromady Zaszkowice i Zawidowice, które przed wojną należały do gminy Lubień Wielki w powiecie gródeckim.  Ludność gminy w 1943 roku wynosiła 15.424.
| Gmina w Landkreis Lemberg | Miejscowości / gromady | Gmina (II RP)  | Powiat (II RP) | Rejon w ZSRR (1939–1941) |
| ------------------------- | --- | -------------- | -------------- | ------------------------ |
| Komarno                   | Komarno (m) | Komarno (m)    | rudecki        | komarniański             |
| Komarno                   | Andryanów, Buczały, Chłopy, Czułowice, Jakimczyce, Katarynice, Klicko i Rumno                                                                                          | Komarno        | rudecki        | komarniański             |
| Komarno                   | Zaszkowice i Zawidowice | Lubień Wielki  | gródecki       | gródecki                 |
| Lubień Wielki             | Artyszczów, Brunndorf, Czerlany, Kiernica (z Ebenau), Kosowiec, Lubień Mały, Lubień Wielki, Małkowice, Porzecze Lubieńskie, Stodółki, Uherce Niezabitowskie (z Neuhof) | Lubień Wielki  | gródecki       | gródecki                 |
| Lubień Wielki             | Obroszyn i Stawczany | Stawczany      | gródecki       | gródecki                 |
| Lubień Wielki             | Burcze, Porzecze Gruntowe i Porzecze Zadworne | Komarno        | rudecki        | komarniański             |
| Tuligłowy                 | Brzeziec i Tuligłowy | Komarno        | rudecki        | komarniański             |
| Tuligłowy                 | Mosty i Nowa Wieś | Podzwierzyniec | rudecki        | komarniański             |
| Tuligłowy                 | Hołodówka, Koniuszki Królewskie, Koniuszki Tuligłowskie, Malinów, Podolce, Pohorce i Susułów                                                                           | Pohorce        | rudecki        | rudecki                  |

Po II wojnie światowej obszar gminy został włączony do Ukraińskiej SRR.